# Сеимениј Мичи (Констанца)
Сеимениј Мичи (рум. Seimenii Mici) насеље је у Румунији у округу Констанца у општини Сеимени. Oпштина се налази на надморској висини од 55 m.

## Становништво
Према подацима из 2002. године у насељу је живело 908 становника, од којих су сви румунске националности.